# چائو-جون لی
چائو-جون لی (انگلیسی: Chao-Jun Li؛ زادهٔ ۱ ژانویهٔ ۱۹۶۳) شیمی‌دان کانادایی چینی‌تبار است.